# 小街乡 (会东县)
小街乡，是中华人民共和国四川省凉山彝族自治州会东县曾经下辖的一个乡。

## 行政区划
小街乡撤销前下辖以下地区：
小水井村、二台坡村、小街子村、撒嘎村、李家村和麻窝凼村。